# Denys Boentsjoekov
Denys Boentsjoekov (Oekraïens: Денис Олегович Бунчуков, 20 juni 2003) is een Oekraïens voetballer die doorgaans als middenvelder speelt. Sinds februari 2022 speelt hij voor RFC Seraing in België.

## Clubcarrière

### Jeugd
Op 16-jarige leeftijd trok Boentsjoekov naar Engeland voor zijn voetbalopleiding maar een profcontract zat er bij een lokale club niet in. Hij ging in de zomer van 2021 testen bij Eupen, Visé en Union, maar werd nergens opgepikt. Later dat jaar mocht hij nog meetrainen bij Standard Luik, maar ook dat spoor liep dood.

### RFC Seraing
Boentsjoekov keerde terug naar Oekraïne, tot hij in februari 2022 bij Seraing mocht testen waar ze wel wat in hem zagen. Op hetzelfde moment brak de oorlog tussen Rusland en Oekraïne uit waardoor Bunchukov officieel door de Belgische overheid werd erkend als oorlogsvluchteling. Zo kreeg hij 1.100 euro overheidssteun en hoefde Seraing hem terwijl geen contract aan te bieden.
Boentsjoekov maakte zijn eerste officiële speelminuten voor het eerste elftal bij een invalbeurt in de met 0-4 verloren competitiewedstrijd tegen KRC Genk op 27 augustus 2022.

## Clubstatistieken
| Seizoen | Club    | Competitie      | Competitie | Competitie | Beker | Beker | Internationaal | Internationaal | Totaal | Totaal |
| Seizoen | Club    | Competitie      | Wed.       | Dlp.       | Wed.  | Dlp.  | Wed.           | Dlp.           | Wed.   | Dlp.   |
| ------- | ------- | --------------- | ---------- | ---------- | ----- | ----- | -------------- | -------------- | ------ | ------ |
| 2022/23 | Seraing | Eerste Klasse A | 1          | 0          | 0     | 0     | —              | —              | 1      | 0      |
| Totaal  | Totaal  | Totaal          | 1          | 0          | 0     | 0     | 0              | 0              | 1      | 0      |